# Czigány Dóra
Czigány  Dóra (Cegléd, 1992. október 23. –) Európa-bajnok magyar válogatott vízilabdázónő.

## Pályafutása
Cegléden fiúk között kezdett vízilabdázni. 2008-ban az ifjúsági Európa-bajnokságon második volt. 2009-ben az ifi világbajnokságon Hanti-Manszijszkban negyedik lett. Ettől az évtől Egerben is játszott a női csapatban. 2010-ben az OB I-ben bronzérmes volt. A góllövőlistán 67 góllal harmadik lett.
2011-ben a junior vb-n második volt. A felnőtt világbajnokságon kilencedikként zárt. A magyar bajnokságban ismét bronzérmes lett. 2012-ben részt vett az olimpiai selejtezőn, melyen a válogatott kivívta az ötkarikás szereplés lehetőségét. Az Egerrel megnyerte a magyar bajnokságot. A góllövőlistán 45 góllal harmadik lett. Az olimpián negyedik helyezést ért el.
2013-ban negyedik helyen végzett a női BEK-ben. 2014-ben bronzérmes lett a magyar bajnokságban, a góllövőlistán második helyen végzett.
A 2015-ös női vízilabda-világbajnokságon kilencedik lett. 2016-ban tagja volt az Európa-bajnok válogatottnak. Az olimpián negyedik helyezést ért el.
2017-ben ötödik helyezést szerzett a vb-n.
2021-ben magyar kupát nyert az Egerrel. 
2023-ban Magyar bajnok lett az Egerrel. Pályafutása utolsó mérkőzésén a Dunaújváros elleni döntőben a mérkőzés (és a döntő) legjobb játékosának választották.[forrás?]

## Magánélete
2016-ban házasodott össze férjével, két gyermek (2018, 2024) édesanyja.[forrás?]

## Díjai, elismerései
- Az év ceglédi utánpótláskorú sportolója (2008)
- Szalay Iván-díj (a legjobb utánpótlás játékos) (2010)
- Magyar Ezüst Érdemkereszt (2012)